# Lingamento
Lingamento é o termo utilizado para definir o içamento de cargas unitizadas, através de uma rede que envolve todo o volume e é ergida por meio de um guindaste, de um ponto a outro. É bastante empregado em carregamentos portuários. O ato inverso, de descarregar, é chamado de deslingamento.